# Хагара, Роман
Роман Хагара (нем. Roman Hagara; род. 30 апреля 1966, Вена) — австрийский яхтсмен, двукратный чемпион летних Олимпийских игр.
Хагара вместе с Ханс-Петером Штайнахером дважды побеждал на Олимпийских играх в классе «Торнадо» в 2000 и 2004 годах. Также, он квалифицировался на летние Олимпийские игры 2008 по результатам чемпионата мира 2008.
Хагара был знаменосцем австрийской делегации на церемонии открытия летних Олимпийских игр 2004.

## Статистика
До 1992 выступал с братом Хагара, Андреас en.
С 2000 выступает с Штайнахер, Ханс-Петер.
| Соревнование/Год        | 1992 | 2000 | 2004 | 2008 |
| ----------------------- | ---- | ---- | ---- | ---- |
| Летние Олимпийские игры | 7    | 1    | 1    | 9    |